# Bisbat de Noto
El bisbat de Noto (italià: Diocesi di Noto; llatí: Dioecesis Cuneensis) és una seu de l'Església catòlica, sufragània de l'arquebisbat de Siracusa, que pertany a la regió eclesiàstica Sicília. El 2004 tenia 211.000 batejats d'un total de 212.546 habitants. Actualment està regida pel bisbe Antonio Staglianò.

## Territori
La diòcesi comprèn cinc municipis de la província de Siracusa: Noto, Avola, Pachino, Portopalo di Capo Passero i Rosolini; i quatre de la província de Ragusa: Modica, Ispica, Scicli i Pozzallo.
La ciutat més poblada de la circumscripció no és pas la seu episcopal de Noto, on es troba la basílica catedral de San Nicolò, sinó que és Modica.
El territori està dividit en 98 parròquies, agrupades en 8 arxiprestats: Noto, Avola, Pachino (que també comprèn Portopalo), Rosolini, Ispica, Pozzallo, Scicli i Modica.

## Història
La ciutat de Noto va ser erigida com a seu episcopal i l'església mare catedralícia pel Papa Gregori XVI mitjançant la butlla Gravissimum sane munus de 15 de maig de 1844, amb territori desmembrat de la diòcesi de Siracusa, materialitzant el compromís del seu predecessor Pius VII, el qual havia proposat augmentar el nombre de diòcesis a Sicília per facilitar el servei pastoral dels bisbes, modificant així els límits de l'arxidiòcesi de Siracusa .
El desig dels netins de tenir a la ciutat la seu episcopal es remunta al 1212, quan Isimbardo Morengia, senyor de la ciutat, fundada amb el dot de quatre feus el monestir cistercenc de Santa Maria dell'Arco. Alfons el Magnànim li atorgà el títol de ciutat el 27 de desembre de 1432, en un moment d'especial prestigi també culturals, Noto reclamà que s'erigís la diòcesi el 14 de juny de 1433 al Papa Eugeni IV i de nou el 22 de gener de 1450 al papa Nicolau V. Altres iniciatives van tenir lloc el 1594 i el 1609; els arguments a favor de les noves bisbat eren diversos, entre ells la presència de dos prestigiosos centres d'espiritualitat: l'abadia benedictina de Santa Llúcia del Mendola i l'abadia cistercenca de Santa Maria dell'Arco, a més de les raons eclesiàstiques pertinents, i per ser la ciutat de Noto Capovalle i igual que els altres dos existents a Sicília, Messina i Mazara, mereixia el bisbat. L'obstacle per a la realització d'aquest desig va ser l'oposició dels bisbes de la diòcesi de Siracusa de la qual Noto va haver de prendre territori, fent que perdessin poder i ingressos.
A mitjans del segle xix Noto va veure fet realitat el vell desig, aprofitant els disturbis que es van produir a Siracusa durant el brot de còlera que condueixen a la transferència a Noto, per part de Ferran II, de la seu de la província.
És precisament en aquest moment que el rei Ferran II demanà a la Santa Seu que s'erigís la diòcesi de Noto, aprofitant el fet que la seu episcopal de Siracusa estava vacant per la mort del bisbe Joseph Amorelli, que va tenir lloc el 13 de desembre de 1840.
La nova diòcesi, a més de Noto, se li van assignar, substraïent-los de Siracusa, les ciutats de Avola, Buccheri, Buscemi, Cassaro, Ferla, Giarratana, Modica, Pachino, Palazzolo Acreide, Pozzallo, Portopalo, Rosolini, Scicli i Spaccaforno (ara Ispica).
El 1950, amb l'erecció de la diòcesi de Ragusa, la diòcesi es va arriscar a la supressió. Es va decidir separar Giarratana per agregar-la a la seu de Ragusa, mentre que els pobles de muntanya de Buccheri, Buscemi, Cassaro, Ferla i Palazzolo Acreide van tornar a la seu de Siracusa. Posteriorment, en 1954, també el districte de Sant Giacomo va ser afegit a la seu de Ragusa.
El 18 de juny de 2007 s'ha tornat a obrir al culte la catedral, després del desastrós col·lapse de 1996.

## Cronologia episcopal
- Giuseppe Menditto † (22 de juliol de 1844 - 14 novembre 1849 dimití)
- Giovanni Battista Naselli, C.O. † (17 de febrer de 1851 - 27 de juny de 1853 nomenat arquebisbe de Palerm)
- Mario Giuseppe Mirone † (27 de juny de 1853 - 17 de febrer de 1864 mort)
  - Sede vacante (1864-1872)
- Benedetto La Vecchia Cuarnieri, O.F.M. † (23 de febrer de 1872 - 5 de juliol de 1875 nomenat arquebisbe de Siracusa)
- Giovanni Blandini † (5 de juliol de 1875 - 4 de gener de 1913 mort)
- Giuseppe Vizzini † (19 d'agost de 1913 - 8 de desembre de 1935 mort)
- Angelo Calabretta † (16 de juliol de 1936 - 27 de juny de 1970 nomenat bisbe titular de Vergi)
- Salvatore Nicolosi † (27 de juny de 1970 - 19 de juny de 1998 jubilat)
- Giuseppe Malandrino (19 de juny de 1998 - 16 de juliol de 2007 jubilat)
- Mariano Crociata (16 de juliol de 2007 - 20 d'octubre de 2008 nomenat secretari general de la CEI)
- Antonio Staglianò, des del 22 de gener de 2009

## Estadístiques
A finals del 2004, la diòcesi tenia 211.000 batejats sobre una població de 212.546 persones, equivalent al 99,3% del total.
| any  | població | població | població | sacerdots | sacerdots       | sacerdots       | sacerdots             | diaques | religiosos | religiosos | parroquies |
| ---- | -------- | -------- | -------- | --------- | --------------- | --------------- | --------------------- | ------- | ---------- | ---------- | ---------- |
| any  | batejats | total    | %        | total     | clergat secular | clergat regular | batejats por sacerdot | diaques | homes      | dones      |            |
| 1950 | 190.400  | 190.800  | 99,8     | 179       | 115             | 64              | 1.063                 |         | 70         | 160        | 53         |
| 1969 | 201.165  | 201.675  | 99,7     | 162       | 131             | 31              | 1.241                 |         | 49         | 68         | 79         |
| 1980 | 195.465  | 200.116  | 97,7     | 121       | 91              | 30              | 1.615                 |         | 37         | 330        | 88         |
| 1990 | 207.500  | 208.950  | 99,3     | 118       | 82              | 36              | 1.758                 |         | 51         | 286        | 98         |
| 1999 | 207.000  | 209.000  | 99,0     | 115       | 84              | 31              | 1.800                 | 7       | 40         | 255        | 98         |
| 2000 | 207.000  | 210.825  | 98,2     | 119       | 88              | 31              | 1.739                 | 10      | 40         | 255        | 98         |
| 2001 | 207.000  | 210.825  | 98,2     | 120       | 90              | 30              | 1.725                 | 10      | 39         | 255        | 98         |
| 2002 | 209.500  | 210.825  | 99,4     | 119       | 90              | 29              | 1.760                 | 14      | 38         | 255        | 98         |
| 2003 | 211.000  | 212.119  | 99,5     | 117       | 90              | 27              | 1.803                 | 14      | 43         | 233        | 98         |
| 2004 | 211.000  | 212.546  | 99,3     | 117       | 90              | 27              | 1.803                 | 16      | 47         | 233        | 98         |